# Priest of Evil
Priest of Evil è un album raccolta del gruppo musicale tedesco Stormwitch, pubblicato nel 1998.

## Tracce
1. Rats in the Attic – 3:37
2. Hell's Still Alive – 4:26
3. Stronger than Heaven – 4:39
4. Trust in the Fire – 3:53
5. Priest of Evil – 4:55
6. Masque of the Red Death – 4:54
7. Jonathan's Diary – 7:23
8. Sword of Sagon – 5:24
9. Ravenlord – 3:40
10. Skull and Crossbones – 4:43
11. Arabian Nights – 5:05
12. Dorian Gray – 5:34
13. Point of No Return – 5:00
14. Eternia – 3:59
15. Walpurgis Night (live) – 3:00 – da Live in Budapest

## Formazione
- Pete Lancer - batteria
- Andy Hunter - basso (traccia 15)
- Andy Aldrian - voce
- Lee Tarot - chitarra solista
- Steve Merchant - chitarra ritmica
- Ronny Pearson - basso (tracce 1-14)